# Murid
En el sufismo, un murid (en árabe: مُرِيد‎, literalmente "quien busca") es un discípulo o seguidor de un maestro sufí. El murid es un novicio comprometido con la iluminación espiritual por medio del sulūk (atravesar un camino) bajo un(a) guía espiritual, que puede tomar el título de murshid, pir o shaykh (jeque). Un sālik o seguidor sufí solo se convierte en un murīd cuando hace un voto (bayʿa) a un murshid . El equivalente persa del término es shāgird. El término murid implica que el discípulo es miembro de una orden y se encuentra en las fases iniciales de entrenamiento (es decir, un "novicio").
El proceso de iniciación de un Murid se conoce como 'ajd (en árabe: عَهْد‎) o bai'at. Antes de la iniciación, un murid recibe enseñanzas de su guía, quien debe primero aceptar al iniciado o iniciada como discípulo. El discípulo debe mostrar su acuerdo con ser completamente dócil a cualquier instrucción que se le dé. Durante el período de enseñanza, el murīd suele experimentar visiones y sueños durante ejercicios espirituales personales. Estas visiones son interpretadas por el (la) murshid. Una práctica común entre las primeras órdenes sufíes era otorgar una jirqa (túnica) al murīd al momento de la iniciación o tras haber progresado a lo largo de una serie de tareas significativas y de creciente dificultad en el camino del desarrollo místico. Esta práctica no es muy común actualmente. En la educación islámica tradicional, los discípulos reciben una credencial o "licencia" (iyaza) que les autoriza a avanzar a cierta categoría de conocimiento, y en algunas instancias los murīds reciben una aprobación similar para establecer una extensión de una orden o difundir las enseñanzas del maestro. Los murīds a menudo reciben de los murshids libros de instrucción y suelen acompañar a murshids itinerantes en sus viajes.